# Elezioni regionali nel Lazio del 2018
Le elezioni regionali laziali del 2018 si sono tenute il 4 marzo 2018, a conclusione della consiliatura quinquennale, in concomitanza con le elezioni politiche e con la tornata regionale della Lombardia.
Il presidente uscente Nicola Zingaretti, esponente del Partito Democratico appoggiato da una coalizione di centro-sinistra, è stato riconfermato alla guida della regione con il 32,92% dei consensi. Lo sfidante di centro-destra, il leader di Energie per l'Italia Stefano Parisi, è stato sconfitto, raccogliendo il 31,17% dei consensi, seguito dalla deputata uscente del Movimento 5 Stelle Roberta Lombardi, terza col 26,98%.
Al quarto posto, con il 4,89%, si è classificato Sergio Pirozzi, sindaco di Amatrice, candidato con due liste civiche sostenute, tra gli altri, dal Movimento Nazionale per la Sovranità, il Partito Liberale Italiano ed il Partito Repubblicano Italiano, seguito da Mauro Antonini di CasaPound (1,94%) e da Elisabetta Canitano di Potere al Popolo! (1,41%).
Sotto l'1% dei consensi, infine, si sono attestati l'ex consigliere regionale e parlamentare Jean-Léonard Touadi (0,25%), sostenuto da Civica Popolare, Giovanni Paolo Azzaro della Democrazia Cristiana (0,24%) e Stefano Rosati, candidato del movimento Riconquistare l'Italia, che ha raccolto lo 0,16% dei suffragi.
La lista del Movimento 5 Stelle è stata la più votata in tutta la regione con il 22,06% dei consensi, seguita dal Partito Democratico, che si è fermata al 21,24%, e da Forza Italia, che ha raggiunto il 14,62%. Le altre liste ammesse al Consiglio regionale del Lazio, che hanno ottenuto meno del 10% dei consensi, sono state la Lega (9,96%), Fratelli d'Italia (8,68%), la Lista Zingaretti Presidente (4,33%), la civica Sergio Pirozzi Presidente (3,70%), Liberi e Uguali (3,48%), +Europa (2,06%), la civica Centro Solidale per Zingaretti (1,92%) e Noi con l'Italia - UDC (1,62%).
Sono stati chiamati alle urne 4 786 096 elettori, divisi in 5 285 sezioni. Hanno votato 3 181 235 aventi diritto, ossia il 66,36% del corpo elettorale regionale.
Per la prima volta dall'introduzione dell'elezione diretta del Presidente della Regione, il governatore uscente è stato riconfermato alla guida dell'ente. Per effetto della nuova legge elettorale regionale, tuttavia, il centro-sinistra non può contare della maggioranza assoluta dei seggi, conseguendo 24 scranni (più uno riservato al candidato eletto) su 50.

## Legge elettorale
Come nelle altre Regioni a statuto ordinario, anche le elezioni regionali del Lazio sono disciplinate da una normativa nazionale (Legge Tatarella), che è stata modificata dalla legge regionale 2/2005. Quest'ultima legge è stata sostituita dal Consiglio regionale del Lazio con l'approvazione della legge regionale 10/2017.

### Sistema elettorale

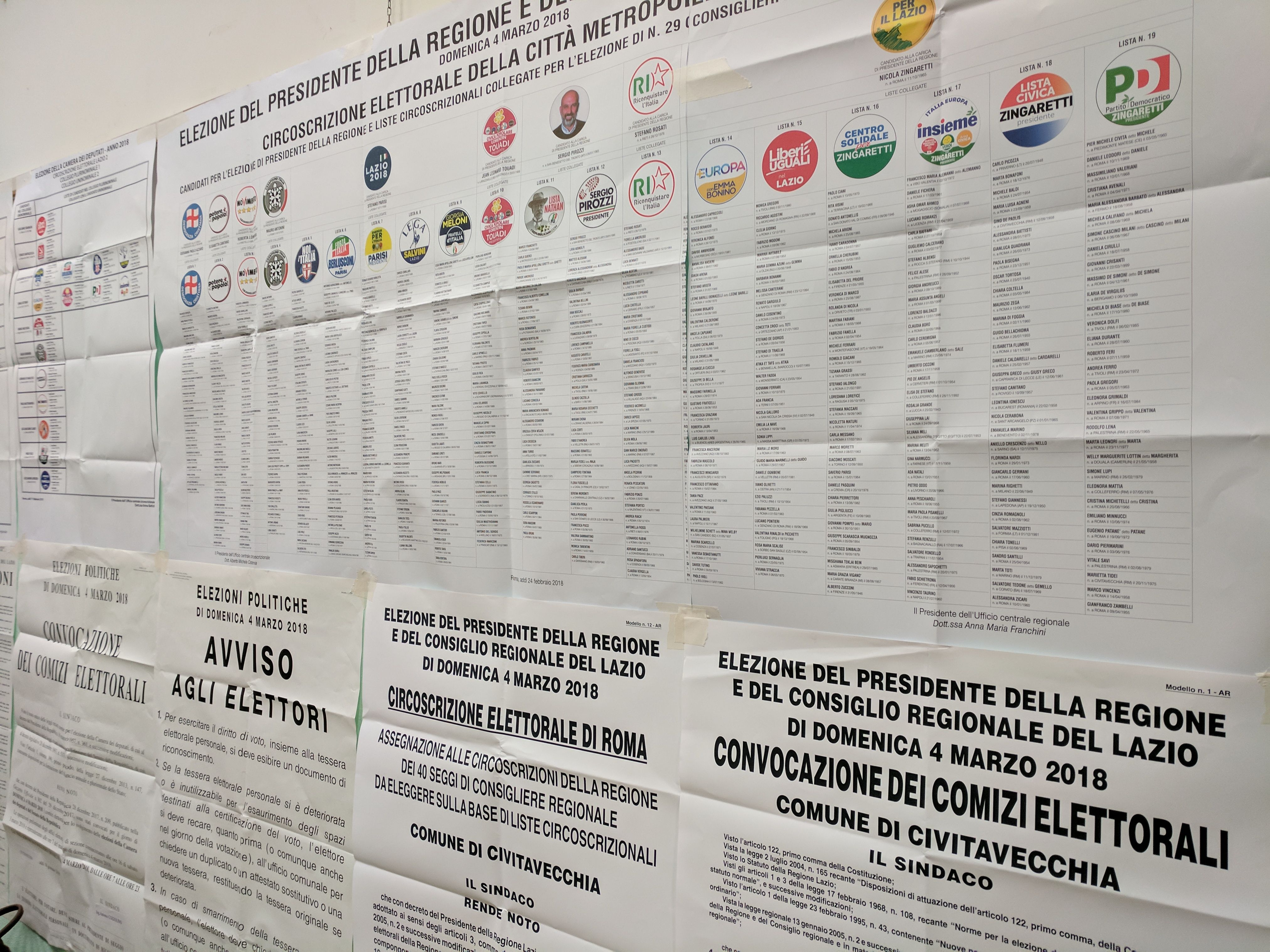
La lista dei candidati alla presidenza della Regione e al Consiglio regionale del Lazio in una sezione elettorale di Civitavecchia

Sia il Presidente della Regione sia i membri del Consiglio regionale del Lazio sono eletti a suffragio universale, con voto libero e segreto.
Il candidato presidente che ottiene la maggioranza dei voti a livello regionale viene eletto governatore. Al primo dei candidati non eletti è riservato, comunque, un seggio come consigliere regionale. Qualora la lista o la coalizione del candidato eletto non ecceda il 60% dei seggi, le viene attribuito un premio di maggioranza di 10 seggi, assegnati tra i candidati consigliere non eletti col proporzionale secondo il metodo del quoziente e dei più alti resti. Questo sistema sostituisce i listini bloccati, collegati a ciascun candidato presidente, in vigore sino alle precedenti elezioni.
I restanti 40 consiglieri regionali sono, invece, eletti sulla base di una competizione tra liste all'interno delle cinque circoscrizioni elettorali, coincidenti con le quattro province laziali e la Città metropolitana di Roma Capitale. Il sistema elettorale è un proporzionale secondo il quoziente di Hagenbach-Bishoff.
La nuova legge elettorale, inoltre, introduce la preferenza di genere, ovvero un limite di rappresentanza fissato al 50% di candidati dello stesso sesso all'interno delle liste provinciali, il divieto di terzo mandato consecutivo per il presidente e l'obbligo per il Consiglio regionale di indire entro tre mesi una nuova tornata elettorale in caso di scioglimento anticipato.

### Modalità di voto
Gli elettori hanno votato le due cariche su un'unica scheda, di colore verde. Sono previste tre modalità di voto:
- Voto alla sola lista circoscrizionale, che si considera esteso anche al candidato presidente. Inoltre, è possibile esprimere fino a due preferenze per un candidato consigliere regionale, indicandone il nome e il cognome. In ottemperanza alla norma sulla preferenza di genere, in caso di due scelte, una deve essere indirizzata a un candidato di sesso maschile e l'altra a un candidato di sesso femminile[7].
- Voto al candidato presidente e ad una lista circoscrizionale. Viene considerato valido il voto disgiunto, ossia la scelta di una lista circoscrizionale e di un candidato governatore non collegato ad essa. Anche in questo caso si possono scegliere fino a due candidati consiglieri, purché di sesso differente[7].
- Voto al solo candidato presidente, che non si considera esteso alla lista o alla coalizione in suo sostegno[7].

### Seggi per circoscrizione
Come previsto dalla legge regionale 10/2017, è compito del Presidente della Regione fissare il numero di seggi per circoscrizione elettorale sulla base della popolazione in esse residenti sulla base dei dati dell'ultimo Censimento generale.
Per le elezioni regionali del 2018, il governatore Nicola Zingaretti ha emanato un apposito decreto del 5 gennaio 2018, che definisce la seguente divisione dei seggi:
| Provincia Città metropolitana | Popolazione | Seggi |
| ----------------------------- | ----------- | ----- |
| Frosinone                     | 492 661     | 4     |
| Latina                        | 544 732     | 4     |
| Rieti                         | 155 164     | 1     |
| Roma                          | 3 997 465   | 29    |
| Viterbo                       | 312 864     | 2     |
| Lazio                         | 5 502 886   | 40    |

## Candidature
La presentazione dei candidati e delle liste è stata fissata per venerdì 2 e sabato 3 febbraio 2018. Al termine dell'esame della documentazione, la Corte d'Appello di Roma ha ammesso alla competizione 9 candidati presidente e 18 liste.

### Area centro-sinistra
La maggioranza uscente di centro-sinistra si è presentata alla tornata, riproponendo l'assetto di cinque anni prima pur con qualche variazione.
Nel complesso, la coalizione è stata imperniata sul Partito Democratico e altre cinque liste. Tre di queste, erano connesse a partiti politici, due, invece, erano compagini civiche. Candidato presidente, per la seconda volta, fu Nicola Zingaretti, che sciolse ufficialmente la riserva il 13 ottobre 2017. Il primo partito a confermare l'appoggio al presidente uscente fu Liberi e Uguali, il 14 gennaio 2018. L'ufficializzazione venne data dal leader Pietro Grasso, in deroga alla decisione di non chiudere accordi elettorali col centro-sinistra per le elezioni politiche e le regionali in Lombardia.
Quindi, il 23 gennaio, fu la volta di Centro Solidale per Zingaretti, promossa dall'assessore regionale alle Politiche sociali Rita Visini e dal responsabile della Comunità di Sant'Egidio di Roma, Paolo Ciani.
Il 24 gennaio, invece, in una conferenza stampa congiunta con Zingaretti, Emma Bonino, Benedetto Della Vedova e Riccardo Magi ufficializzarono l'entrata in coalizione di +Europa, formata da Centro Democratico e Radicali Italiani. Questi ultimi, nel 2013, corsero in solitaria candidando Giuseppe Rossodivita, in polemica con la scelta di Zingaretti di non voler ricandidare alcun consigliere regionale uscente nella sua coalizione di allora.
Il 26 gennaio 2018, invece, venne lanciata dal vicepresidente della Regione, Massimiliano Smeriglio, la lista civica Zingaretti presidente, nella quale erano confluiti i consiglieri regionali dell'omonima lista già presente in Consiglio regionale ed esponenti della società civile. Infine, il 2 febbraio 2018, venne presentata la lista Insieme, formata da Area Civica, Partito Socialista Italiano e Federazione dei Verdi. Questi ultimi, ritornavano nella coalizione di centro-sinistra, dopo aver appoggiato, nel 2013, il giornalista Sandro Ruotolo, proposto da Rivoluzione Civile.
Ad inizio gennaio, aveva annunciato l'appoggio a Nicola Zingaretti anche Civica Popolare, formata da Alternativa Popolare, Centristi per l'Europa e Italia dei Valori. A seguito della conclusione dell'accordo tra il Partito Democratico e Liberi e Uguali - che avevano posto il veto sulla partecipazione nella coalizione della formazione centrista - la lista optò per una corsa in solitaria. Il 29 gennaio, la leader Beatrice Lorenzin annunciò durante la trasmissione Carta Bianca la candidatura a presidente di Jean-Léonard Touadi, già parlamentare del Partito Democratico con un passato da consigliere regionale ed assessore della giunta Veltroni.

### Area centro-destra
La coalizione di centro-destra si presentava con cinque liste, riproponendo in gran parte l'alleanza delle elezioni politiche: Forza Italia, Lega, Fratelli d'Italia, Noi con l'Italia - UDC ed Energie per l'Italia.
Come candidato presidente venne scelto il manager Stefano Parisi, leader del movimento Energie per l'Italia e capo dell'opposizione nel consiglio comunale di Milano. La candidatura venne ufficializzata il 25 gennaio 2018.
In precedenza erano stati messi sul tavolo altri cinque nomi: i giornalisti Gennaro Sangiuliano e Nicola Porro, il presidente della Federazione Italiana Nuoto, Paolo Barelli, l'ex ministro e senatore uscente Maurizio Gasparri (avanzato da Forza Italia), e il capogruppo di Fratelli d'Italia alla Camera dei deputati, Fabio Rampelli (proposto proprio dal partito guidato da Giorgia Meloni).
Era considerato un potenziale candidato della coalizione di centro-destra anche Sergio Pirozzi. Il sindaco di Amatrice, comune devastato dal Sisma del 24 agosto 2016, annunciò la sua candidatura il 15 novembre 2017, alla testa di una lista civica e con il sostegno del Movimento Nazionale per la Sovranità. In un primo momento, anche la Lega appoggiò Pirozzi, per poi scegliere Stefano Parisi. L'annuncio congiunto con Gianni Alemanno (da cui l'altro leader del Movimento Nazionale per la Sovranità, Francesco Storace, si dissociò) venne dato il 5 febbraio 2018. Storace, quindi, contribuì alla formazione di una seconda lista a favore del sindaco di Amatrice, la Lista Nathan (in onore del sindaco repubblicano di Roma Ernesto Nathan) nella quale confluirono anche il Partito Liberale Italiano ed il Partito Repubblicano Italiano.

### Movimento 5 Stelle

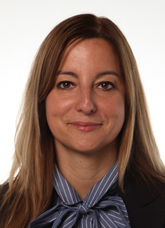
Roberta Lombardi

Il Movimento 5 Stelle si presentava per la seconda volta alle elezioni regionali del Lazio, dopo aver esteso per tutto il quinquennio un radicamento territoriale a Roma e nei principali centri della sua Città metropolitana. Nella tornata di esordio, l'aspirante governatore Davide Barillari ottenne il 20,22% dei voti validi e la lista riuscì a sbloccare 7 seggi.
Per scegliere il candidato alla presidenza e al Consiglio regionale, la formazione pentastellata indisse le elezioni regionarie, a cui poterono partecipare gli iscritti alla piattaforma online Rousseau residenti nel Lazio. Le votazioni per i candidati consiglieri si tennero il 10 ottobre 2017,. Il 12 ottobre 2017, invece, si tenne la scelta del candidato governatore, a cui poterono partecipare dieci esponenti del movimento, che avevano ricoperto almeno un mandato elettivo.
La consultazione venne vinta dalla deputata uscente Roberta Lombardi, che ottenne 2 952 voti contro i 2 605 di Davide Barillari (già candidato presidente nel 2013) e i 954 della consigliera uscente Valentina Corrado. Hanno votato 6 511 iscritti alla piattaforma Rousseau.

### Altri candidati
Al di fuori dei principali schieramenti nazionale, si presentarono altri quattro candidati alla presidenza, accompagnate da altrettante liste.
Il 7 novembre 2017, CasaPound Italia ufficializzò la candidatura a presidente di Mauro Antonini, dirigente del movimento di via Napoleone III, già candidato alla presidenza del Municipio Roma IV nella tornata municipale del 2016.
Il movimento della sinistra radicale Potere al Popolo!, invece, schierò la ginecologa Elisabetta Canitano, presidente dell'Associazione Vitadonna.it. La candidatura venne ufficializzata il 25 gennaio 2018.
Per il movimento sovranista Riconquistare l'Italia si candidò Stefano Rosati, mentre la Democrazia Cristiana appoggiò Giovanni Paolo Azzaro.

## Sondaggi elettorali
Questa sezione riporta in ordine cronologico i dati dei sondaggi elettorali relativi a questa consultazione. Le percentuali dei candidati sono relative alla parte del campione che esprime un'intenzione di voto, mentre i dati su indecisi e astenuti si riferiscono al totale degli intervistati; i dati sono tratti dal sito ufficiale dei sondaggi politici ed elettorali, curato dalla Presidenza del Consiglio dei ministri.
| Data                | Istituto                                | Zingaretti                              | Gasparri                                | Lombardi                                | Pirozzi                                 | Altri                                   | Indecisi                                | Astensione                              |
| ------------------- | --------------------------------------- | --------------------------------------- | --------------------------------------- | --------------------------------------- | --------------------------------------- | --------------------------------------- | --------------------------------------- | --------------------------------------- |
| 29-31 dicembre 2017 | Winpoll                                 | 37,6                                    | 21,5                                    | 29,3                                    | 11,7                                    | 11,7                                    | non indicato                            | non indicato                            |
| 8-10 gennaio 2018   | IndexResearch                           | 36,0                                    | 22,0                                    | 29,0                                    | 10,0                                    | 3,00                                    | non indicato                            | non indicato                            |
| 15 gennaio 2018     | Euromedia Research                      | 44,0                                    | 26,0                                    | 19,4                                    | 8,00                                    | 2,6                                     | 35,2                                    | 35,2                                    |
| 25 gennaio 2018     | Il centro-destra candida Stefano Parisi | Il centro-destra candida Stefano Parisi | Il centro-destra candida Stefano Parisi | Il centro-destra candida Stefano Parisi | Il centro-destra candida Stefano Parisi | Il centro-destra candida Stefano Parisi | Il centro-destra candida Stefano Parisi | Il centro-destra candida Stefano Parisi |
| Data                | Istituto                                | Zingaretti                              | Parisi                                  | Lombardi                                | Pirozzi                                 | Altri                                   | Indecisi                                | Astensione                              |

## Risultati elettorali
| Candidati                                                       | Candidati                                                       | Voti                                                            | %     | Liste                    | Voti      | %     | Seggi |
| --------------------------------------------------------------- | --------------------------------------------------------------- | --------------------------------------------------------------- | ----- | ------------------------ | --------- | ----- | ----- |
|                                                                 | Nicola Zingaretti (Per il Lazio) ✔️ Presidente                  | 1 018 736                                                       | 32,93 | Partito Democratico      | 539 131   | 21,25 | 18    |
| Lista Civica Zingaretti                                         | Nicola Zingaretti (Per il Lazio) ✔️ Presidente                  | 1 018 736                                                       | 32,93 | 110 080                  | 4,34      | 3     |       |
| Liberi e Uguali                                                 | Nicola Zingaretti (Per il Lazio) ✔️ Presidente                  | 1 018 736                                                       | 32,93 | 88 416                   | 3,48      | 1     |       |
| +Europa                                                         | Nicola Zingaretti (Per il Lazio) ✔️ Presidente                  | 1 018 736                                                       | 32,93 | 52 451                   | 2,07      | 1     |       |
| Centro Solidale                                                 | Nicola Zingaretti (Per il Lazio) ✔️ Presidente                  | 1 018 736                                                       | 32,93 | 48 872                   | 1,93      | 1     |       |
| Insieme                                                         | Nicola Zingaretti (Per il Lazio) ✔️ Presidente                  | 1 018 736                                                       | 32,93 | 28 443                   | 1,12      | –     |       |
|                                                                 | Stefano Parisi (Lazio 2018)                                     | 964 418                                                         | 31,17 | Forza Italia             | 371 155   | 14,63 | 6     |
| Lega per Salvini Premier                                        | Stefano Parisi (Lazio 2018)                                     | 964 418                                                         | 31,17 | 252 772                  | 9,96      | 4     |       |
| Fratelli d'Italia                                               | Stefano Parisi (Lazio 2018)                                     | 964 418                                                         | 31,17 | 220 460                  | 8,69      | 3     |       |
| Noi con l'Italia - UDC                                          | Stefano Parisi (Lazio 2018)                                     | 964 418                                                         | 31,17 | 41 234                   | 1,63      | 1     |       |
| Energie per l'Italia                                            | Stefano Parisi (Lazio 2018)                                     | 964 418                                                         | 31,17 | 37 043                   | 1,46      | –     |       |
| Seggio assegnato al candidato presidente classificatosi secondo | Seggio assegnato al candidato presidente classificatosi secondo | Seggio assegnato al candidato presidente classificatosi secondo | 31,17 | 1                        |           |       |       |
|                                                                 | Roberta Lombardi                                                | 834 995                                                         | 26,99 | Movimento 5 Stelle       | 559 752   | 22,06 | 10    |
|                                                                 | Sergio Pirozzi                                                  | 151 476                                                         | 4,90  | Lista Pirozzi Presidente | 93 942    | 3,70  | 1     |
| Lista Nathan (PLI - PRI)                                        | Sergio Pirozzi                                                  | 151 476                                                         | 4,90  | 3 443                    | 0,14      | –     |       |
|                                                                 | Mauro Antonini                                                  | 60 131                                                          | 1,94  | CasaPound                | 42 609    | 1,68  | –     |
|                                                                 | Elisabetta Canitano                                             | 43 895                                                          | 1,42  | Potere al Popolo!        | 33 372    | 1,32  | –     |
|                                                                 | Jean Leonard Touadi                                             | 7 819                                                           | 0,25  | Civica Popolare          | 6 073     | 0,24  | –     |
|                                                                 | Giovanni Paolo Azzaro                                           | 7 614                                                           | 0,25  | Democrazia Cristiana     | 5 325     | 0,21  | –     |
|                                                                 | Stefano Rosati                                                  | 4 952                                                           | 0,16  | Riconquistare l'Italia   | 2 565     | 0,10  | –     |
| Totale                                                          | Totale                                                          | 3 094 036                                                       | 100   |                          | 2 537 138 | 100   | 50    |

1. ↑  Lista sostenuta dal MNS.

## Consiglieri eletti
Di seguito sono riportati i 49 consiglieri eletti divisi per lista e circoscrizione. A questi si aggiunge Stefano Parisi   che, in quanto primo dei candidati presidente non eletti, ottiene un seggio da consigliere.
| Lista                       | Lista             | Circoscrizioni         | Circoscrizioni     | Circoscrizioni   | Circoscrizioni         | Circoscrizioni |
| Lista                       | Lista             | Frosinone              | Latina             | Rieti            | Roma                   | Viterbo        |
| --------------------------- | ----------------- | ---------------------- | ------------------ | ---------------- | ---------------------- | -------------- |
| Partito Democratico (19 )   |                   | Mauro Buschini         | Salvatore La Penna | Fabio Refrigeri  | Daniele Leodori        | Enrico Panunzi |
| Partito Democratico (19 )   | Sara Battisti     | Enrico Maria Forte     |                    | Michela Di Biase |                        |                |
| Partito Democratico (19 )   |                   | Massimiliano Valeriani |                    |                  |                        |                |
| Partito Democratico (19 )   | Michela Califano  |                        |                    |                  |                        |                |
| Partito Democratico (19 )   | Marietta Tidei    |                        |                    |                  |                        |                |
| Partito Democratico (19 )   | Marco Vincenzi    |                        |                    |                  |                        |                |
| Partito Democratico (19 )   | Marta Leonori     |                        |                    |                  |                        |                |
| Partito Democratico (19 )   | Rodolfo Lena      |                        |                    |                  |                        |                |
| Partito Democratico (19 )   | Eleonora Mattia   |                        |                    |                  |                        |                |
| Partito Democratico (19 )   | Eugenio Patanè    |                        |                    |                  |                        |                |
| Partito Democratico (19 )   | Emiliano Minnucci |                        |                    |                  |                        |                |
| Partito Democratico (19 )   | Valentina Grippo  |                        |                    |                  |                        |                |
| Zingaretti Presidente (3)   |                   |                        |                    |                  | Marta Bonafoni         |                |
| Zingaretti Presidente (3)   | Gino De Paolis    |                        |                    |                  |                        |                |
| Zingaretti Presidente (3)   | Gianluca Quadrana |                        |                    |                  |                        |                |
| Liberi e Uguali (1)         |                   |                        |                    |                  | Daniele Ognibene       |                |
| +Europa (1)                 |                   |                        |                    |                  | Alessandro Capriccioli |                |
| Centro Solidale (1)         |                   |                        |                    |                  | Paolo Ciani            |                |
| Forza Italia (6 )           |                   | Pasquale Ciaccarelli   | Giuseppe Simeoni   |                  | Adriano Palozzi        |                |
| Forza Italia (6 )           |                   | Antonello Aurigemma    |                    |                  |                        |                |
| Forza Italia (6 )           | Laura Cartaginese |                        |                    |                  |                        |                |
| Forza Italia (6 )           | Giuseppe Cangemi  |                        |                    |                  |                        |                |
| Fratelli d'Italia (3 )      |                   |                        |                    |                  | Fabrizio Ghera         |                |
| Fratelli d'Italia (3 )      | Giancarlo Righini |                        |                    |                  |                        |                |
| Fratelli d'Italia (3 )      | Chiara Colosimo   |                        |                    |                  |                        |                |
| Lega (4 )                   |                   |                        | Orlando Tripodi    |                  | Daniele Giannini       |                |
| Lega (4 )                   | Laura Corrotti    |                        |                    |                  |                        |                |
| Lega (4 )                   | Enrico Cavallari  |                        |                    |                  |                        |                |
| Noi con l'Italia - UDC (1 ) |                   |                        |                    |                  | Massimiliano Maselli   |                |
| Movimento 5 Stelle (10)     |                   | Loreto Marcelli        | Gaia Pernarella    |                  | Roberta Lombardi       | Silvia Blasi   |
| Movimento 5 Stelle (10)     |                   | Valentina Corrado      |                    |                  |                        |                |
| Movimento 5 Stelle (10)     | Davide Barillari  |                        |                    |                  |                        |                |
| Movimento 5 Stelle (10)     | Marco Cacciatore  |                        |                    |                  |                        |                |
| Movimento 5 Stelle (10)     | Francesca De Vito |                        |                    |                  |                        |                |
| Movimento 5 Stelle (10)     | Valerio Novelli   |                        |                    |                  |                        |                |
| Movimento 5 Stelle (10)     | Devid Porrello    |                        |                    |                  |                        |                |
| Pirozzi Presidente (1 )     |                   |                        |                    |                  | Sergio Pirozzi         |                |

Il 4 aprile 2018 si è svolta la prima seduta per l'XI legislatura del Consiglio regionale del Lazio. Il presidente del Consiglio regionale uscente, Daniele Leodori (Partito Democratico) è stato riconfermato nella carica al terzo scrutinio con 29 voti a favore, 20 schede bianche e una nulla.

### Composizione del Consiglio regionale
| Gruppi consiliari             | Seggi |
| ----------------------------- | ----- |
| Partito Democratico           | 19    |
| Zingaretti presidente         | 3     |
| Liberi e Uguali               | 1     |
| Centro Solidale               | 1     |
| +Europa                       | 1     |
| Coalizione di Centro-sinistra | 25    |
| Forza Italia                  | 5     |
| Lega                          | 3     |
| Fratelli d'Italia             | 3     |
| Noi con l'Italia - UDC        | 1     |
| Lazio 2018                    | 1     |
| Coalizione di Centro-destra   | 13    |
| Movimento 5 Stelle            | 10    |
| Pirozzi Presidente            | 1     |
| Misto (1 FI, 1 Lega)          | 2     |
| Totale                        | 51    |

## Analisi del voto

### Rapporto di voti tra lista e presidente
Nicola Zingaretti è stato il candidato presidente più votato, superando Stefano Parisi per 54 318, ovvero per 1,75 punti percentuali. In termini di coalizione, al contrario, è il centro-destra a superare il centro-sinistra: il distacco è di 55 271, ossia 2,18 punti percentuali.
| Candidato                               | Voti al candidato | Voti alle liste | Differenza |
| --------------------------------------- | ----------------- | --------------- | ---------- |
| Nicola Zingaretti (Centro-sinistra)     | 1 018 736         | 867 393         | 151 343    |
| Stefano Parisi (Centro-destra)          | 964 418           | 922 664         | 41 754     |
| Roberta Lombardi (M5S)                  | 834 995           | 559 752         | 275 243    |
| Sergio Pirozzi (Lista Pirozzi)          | 151 476           | 97 385          | 54 091     |
| Mauro Antonini (CasaPound)              | 60 131            | 42 609          | 17 522     |
| Elisabetta Canitano (Potere al Popolo!) | 43 895            | 33 372          | 10 523     |
| Jean-Léonard Touadi (Civica Popolare)   | 7 819             | 6 073           | 1 746      |
| Giovanni Paolo Azzaro (DC)              | 7 614             | 5 325           | 2 289      |
| Stefano Rosati (Riconquistare l'Italia) | 4 952             | 2 565           | 2 387      |

Come mostra la tabella riepilogativa, la differenza è più lieve tra i candidati presidente con Nicola Zingaretti che ha ottenuto molti più voti delle sue liste rispetto a Stefano Parisi. Il governatore uscente totalizza 151 343  preferenze in più rispetto ai partiti che lo appoggiano contro i 41 754 totalizzati dal candidato Parisi sul centro-destra. Il leader di Energie per l'Italia, inoltre, ha un effetto traino inferiore anche a Sergio Pirozzi: il sindaco di Amatrice, infatti, ottiene 54 091 voti in più della sua coalizione. Roberta Lombardi, comunque, ha fatto registrare la differenza maggiore: alla candidata sono andate 275 243 preferenze in più rispetto alla lista del Movimento 5 Stelle. Mauro Antonini ha totalizzato 17 522 preferenze in più rispetto a CasaPound, mentre Elisabetta Canitano raccoglie 10 523 voti in più di Potere al Popolo!.
Tra i candidati che hanno raccolto meno dell'1%, Stefano Rosati si dimostra il più attrattivo: ha raccolto 2 387 consensi in più della lista Riconquistare l'Italia. Segue Giovanni Paolo Azzaro (con 2 285 voti in più della Democrazia Cristiana) e Jean-Léonard Touadi, che raccoglie 1 746 preferenze in più di Civica Popolare.

### Trend di voto alle liste
Rispetto alle precedenti elezioni, la coalizione di centro-sinistra ha perso 312 523 voti e 7,85 punti. Benché in crescita a livello percentuale (+2,96%), anche la coalizione di centro-destra ha fatto registrare una lieve perdita: 25 056 voti in meno.
| Partito                    | Diff. voti 2013 | Diff. % 2013 |
| -------------------------- | --------------- | ------------ |
| Partito Democratico        | 295 155         | 8,48         |
| Zingaretti Presidente      | 16 566          | 0,18         |
| +Europa                    | 10 956          | 0,07         |
| Insieme                    | 27 145          | 0,86         |
| Ex Il Popolo della Libertà | 145 788         | 3,50         |
| Fratelli d'Italia          | 112 729         | 4,84         |
| Movimento 5 Stelle         | 92 503          | 5,42         |
| CasaPound Italia           | 24 208          | 1,01         |

1. ↑  Differenza calcolata aggregando i voti di Centro Democratico e Amnistia Giustizia Libertà
2. ↑  Differenza calcolata aggregando i voti del Partito Socialista Italiano
3. ↑  Differenza calcolata aggregando i voti di Forza Italia e Noi con l'Italia e Energie per l'Italia

Come mostra la tabella riepilogativa, la lista del Partito Democratico è quella che ha perso più consenso: 295 155 voti in meno (-8,48%). Calano anche le altre liste di centro-sinistra, ma in maniera più contenuta. Insieme prende 27 145 consensi in meno, perdendo lo 0,86%, la lista Zingaretti Presidente ottiene 16 566 preferenze in meno, lasciando sul terreno lo 0,18%, infine +Europa perde 10 956 voti (cioè lo 0,07%).
Anche i tre partiti che si presentarono sotto le insegne del Popolo della Libertà cinque anni prima - Forza Italia, Noi con l'Italia ed Energie per l'Italia - peggiorano i loro risultati: complessivamente la somma dei voti ottenuta da queste tre formazioni è inferiore di 145 788 preferenze, pari a 3,50 punti percentuali.
Crescono, invece, il Movimento 5 Stelle (che ottiene 92 503 voti in più, aumentando del 5,42%), Fratelli d'Italia (che raccoglie 112 729 preferenze in più e 4,84 punti) e CasaPound, che sale dell'1,01% con 24 208 consensi in più.

### Analisi territoriale del voto
| Circoscrizione | Affluenza | Candidati Presidente | Candidati Presidente | Candidati Presidente | Candidati Presidente | Candidati Presidente |
| Circoscrizione | Affluenza | Zingaretti           | Lombardi             | Parisi               | Pirozzi              | Altri                |
| -------------- | --------- | -------------------- | -------------------- | -------------------- | -------------------- | -------------------- |
| Circoscrizione | Affluenza |                      |                      |                      |                      |                      |
| Frosinone      | 66,56     | 31,77                | 26,32                | 35,73                | 2,98                 | 3,20                 |
| Latina         | 68,73     | 23,46                | 27,43                | 40,44                | 5,16                 | 3,51                 |
| Rieti          | 71,16     | 31,73                | 22,23                | 25,85                | 15,25                | 4,94                 |
| Roma           | 65,46     | 34,61                | 27,27                | 29,25                | 4,75                 | 4,12                 |
| Viterbo        | 73,55     | 30,78                | 26,06                | 34,18                | 4,08                 | 4,90                 |

| Circoscrizione | Affluenza | Coalizioni      | Coalizioni | Coalizioni    | Coalizioni    | Coalizioni |
| Circoscrizione | Affluenza | Centro sinistra | M5S        | Centro destra | Liste Pirozzi | Altri      |
| -------------- | --------- | --------------- | ---------- | ------------- | ------------- | ---------- |
| Circoscrizione | Affluenza |                 |            |               |               |            |
| Frosinone      | 66,56     | 33,97           | 20,90      | 39,69         | 2,52          | 2,92       |
| Latina         | 68,73     | 24,85           | 21,16      | 46,88         | 4,49          | 2,62       |
| Rieti          | 71,16     | 35,09           | 18,49      | 30,95         | 10,42         | 5,05       |
| Roma           | 65,46     | 35,58           | 22,63      | 34,33         | 3,77          | 3,69       |
| Viterbo        | 73,55     | 33,70           | 20,38      | 39,17         | 2,68          | 4,07       |

Il governatore uscente Nicola Zingaretti ha prevalso nelle circoscrizioni di Rieti e Roma, giungendo in seconda posizione a Frosinone e Viterbo e arrivando terzo a Latina. Al contrario, Stefano Parisi risulta essere il più votato a Frosinone, Latina e Viterbo, giungendo secondo alle spalle di Zingaretti a Rieti e Roma.
Roberta Lombardi è terza ovunque, eccetto che a Latina (dove raggiunge la seconda piazza, superando Nicola Zingaretti), mentre Sergio Pirozzi giunge quarto in tutte le circoscrizioni della Regione. Seguono Mauro Antonini di CasaPound Italia ed Elisabetta Canitano (Potere al Popolo!), rispettivamente quinto e sesta dappertutto.
Per le ultime tre posizioni, infine, vi è stata una contesa tra Jean-Léonard Touadi (che arriva settimo a Frosinone, penultimo a Latina, Rieti e Roma e ultimo a Viterbo), Giovanni Paolo Azzaro (settimo a Latina e Roma, penultimo a Frosinone e Viterbo e ultimo a Rieti) e Stefano Rosati (settimo a Rieti e ultimo nelle restanti circoscrizioni).
A livello comunale, Nicola Zingaretti risulta essere il più votato in 188 dei 375 comuni della Regione. La gran parte di questi si trova nella Città metropolitana di Roma Capitale: il presidente uscente prevale, infatti, nella Valle dell'Aniene, ai Castelli Romani, sui Monti Prenestini, sul versante romano dei Monti Lepini, nella zona circostante il Lago di Bracciano e i Monti della Tolfa. A cui si aggiungono i paesi della Sabina, in provincia di Rieti, alcuni centri dei Monti Ausoni, nel frusinate e i due comuni dell'Arcipelago Pontino per la provincia di Latina. Inoltre, Zingaretti è il più votato in due dei cinque comuni capoluogo: Roma e Rieti.
Stefano Parisi è, invece, il candidato più votato in 158 dei 375 comuni. Per la maggior parte si tratta dei paesi che costituiscono la provincia di Latina, a cui si aggiungono quattro centri del litorale romano (Anzio, Cerveteri, Ladispoli e Nettuno), la Sabina romana, gran parte dei paesi della provincia di Frosinone e della provincia di Viterbo. Parisi, inoltre, prevale anche in tre dei cinque comuni capoluogo: Frosinone, Latina e Viterbo.
Roberta Lombardi conquista, invece, la maggioranza in 25 dei 375 comuni. Si tratta essenzialmente di comuni popolosi del litorale romano come Fiumicino, Pomezia ed Ardea, le cittadine di Aprilia nell'Agro Pontino e di Tarquinia, nella Maremma laziale e i paesi alle pendici dei Monti Cimini, tra cui anche Civita Castellana.
Otto comuni scelgono un altro candidato presidente: in sei di questi - Amatrice, Casaprota, Cittareale, Gavignano, Posta e Sgurgola - vince Sergio Pirozzi. Il paesino di Jenne, nella Valle dell'Aniene, vota a maggioranza Jean-Léonard Touadi di Civica Popolare, mentre a Micigliano, in provincia di Rieti, la sfida tra Nicola Zingaretti e Stefano Parisi finisce in parità.

## Galleria d'immagini

Distacco tra il primo e il secondo candidato